# Paul Vergès
Paul Vergès (Ubon Ratchathani, 5 marzo 1925 – Saint-Denis, 12 novembre 2016) è stato un politico francese.
Fondatore del Partito Comunista Riunionese (PCR), eletto più volte a livello locale (come consigliere generale, sindaco di Le Port, presidente del Consiglio regionale di La Riunione), è stato deputato tre volte sotto la Quarta e la Quinta Repubblica, europarlamentare dal 1979 al 1989 e dal 2004 al 2007, senatore dal 1996 al 2004 e dal 2011 fino alla sua morte nel 2016.

## Biografia
Figlio di un francese della Riunione e di una vietnamita, fratello dell'avvocato e scrittore Jacques Vergès. Dopo la seconda guerra mondiale è stato attivo politicamente nel Comitato Repubblicano per l'Azione Democratica e Sociale (CRADS), un movimento anticoloniale dove militava anche suo padre Raymond Vergès.
Il 25 maggio 1946, durante un comizio elettorale a Saint-Denis Alexis de Villeneuve, avversario politico del padre e sindaco di Saint-Benoît, fu ucciso a colpi d'arma da fuoco. Paul Verges fu condannato a cinque anni di carcere per omicidio colposo nel 1953. Fu graziato nel 1955.
Nel 1956 fondò il Partito Comunista Riunionese (Parti communiste réunionnais)  e assunse la direzione dell'organo di partito, "Temoignages", fondato da suo padre. Dal 1971 al 1989 fu sindaco della città di Le Port, sulla costa nord-occidentale della Riunione.
Vergès è stato attivo sia come politico locale nel Consiglio regionale di La Riunione che a livello nazionale ed europeo. È stato anche deputato dell'Assemblea nazionale nella Quarta e Quinta Repubblica, per un totale di sei anni: dal 1956 al 1958, dal 1986 al 1987 e dal 1993 al 1996. È stato anche senatore per otto anni. È stato eletto al Senato nel 1996 e rieletto nel 2001, giungendo alla fine del suo mandato nel 2006.
Dal 2004 al 2009 è stato europarlamentare per il gruppo confederale della Sinistra Unitaria Europea/Sinistra Verde Nordica. Aveva già ricoperto questo mandato dal 1984 al 1989.
Dal 1998 al 2010 è stato presidente del Consiglio regionale dell'isola francese della Riunione.